# 陳所聞
陈所闻（1587年—1626年），字无声，一字尊其，號綉林，直隸華亭（今上海市松江区）人，明朝政治人物，進士出身。

## 生平
抗清烈士陳子龍之父。青浦县学生，万历四十三年（1615年）乙卯科應天府鄉試舉人，四十七年（1619年）登己未科进士。明年冬授刑部山西司主事，未满一月，調工部屯田司主事，监修神宗、光宗二陵，以父喪解职。丁憂期间其好友萬燝因建言被廷杖而死，遂忧愤而死，年四十

## 家族
曾祖陈绶。祖父陈钺。父陈善谟。母高氏，封安人，享高寿，卒于清順治三年丙戌（1646年）。

## 墓葬
墓在廣富林。